# Agnez Mo (álbum)
AGNEZ MO, es el séptimo álbum de estudio y el primer lanzamiento en inglés de la cantante indonesia Agnez Mo. El álbum homónimo presentó su nuevo nombre artístico, anteriormente llamada 'Agnes Monica'. 

## Antecedentes y lanzamiento
Originalmente fue grabado como un CD de demostración que fue enviado a las discográficas de Estados Unidos con la intención de asegurarse un contrato discográfico para su debut. Aunque las pistas están en inglés, solo consiguió un acuerdo con Indomaret y Kopi Kapal Api para lanzar las pistas de la versión demo al mercado indonesio. 
El álbum fue lanzado digitalmente el 1 de junio de 2013por Entertainment Inc., a través de Souniq Music, una nueva aplicación de música en la región del sudeste asiático. También se vinculó la comercialización del álbum con la marca local de café Kopi Kapal Api. Un código único incluido en paquetes marcados en los sobrecitos de café permitieron a los compradores descargar el álbum en el sitio web Souniq.

## Lista de canciones

### Edición estándar
| Souniq Music Apps., Versión digital |                            |                                                               |               |          |  |
| N.º                                 | Título                     | Escritor(es)                                                  | Productor(es) | Duración |  |
| 1.                                  | «Hide & Seek»              | Agnes Monica, Francesca Maeondra Richard, Vincent Romane Shaw | Tearce Kizzo  | 03.48    |  |
| 2.                                  | «Walk»                     | Monica, H2OLife, Richard                                      | Tearce Kizzo  | 03.20    |  |
| 3.                                  | «Bad Girl»                 | Monica, Richard, Shaw                                         | Tearce Kizzo  | 03.55    |  |
| 4.                                  | «Flyin' High»              | Monica, Richard                                               | Tearce Kizzo  | 02.53    |  |
| 5.                                  | «Got Me Figured Out»       | Monica, Justin Truggman, Richard                              | Tearce Kizzo  | 03.48    |  |
| 6.                                  | «Things Will Get Better»   | Monica, Corey Chorus, Richard                                 | Tearce Kizzo  | 04.07    |  |
| 7.                                  | «Renegade»                 | Monica, Wizz Dumb, Richard, Tierce A. Person                  | Tearce Kizzo  | 03.23    |  |
| 8.                                  | «Be Brave»                 | Monica, Timbaland, Wizz Dumb, Richard                         | Tearce Kizzo  | 03.49    |  |
| 9.                                  | «Let's Fall in Love Again» | Monica, Truggman, Richard                                     | Tearce Kizzo  | 03.17    |  |
| 10.                                 | «Shut 'Em Up»              | Monica, H2OLife, Kizzo, Richard                               | Tearce Kizzo  | 02.55    |  |

| Indomaret Released CD Version |                                                       |                                                   |               |          |  |
| N.º                           | Título                                                | Escritor(es)                                      | Productor(es) | Duración |  |
| 1.                            | «Walk»                                                | Agnes Monica, H2Olife, Francesca Maeondra Richard | Tearce Kizzo  | 03.13    |  |
| 2.                            | «Renegade»                                            | Monica, Wizz Dumb, Richard, Tierce A. Person      | Tearce Kizzo  | 03.17    |  |
| 3.                            | «Bad Girl»                                            | Monica, Richard, Vincent Romane Shaw              | Tearce Kizzo  | 03.49    |  |
| 4.                            | «Let's Fall in Love Again»                            | Monica, Justin Truggman, Richard                  | Tearce Kizzo  | 03.11    |  |
| 5.                            | «Be Brave»                                            | Monica, Timbaland, Wizz Dumb, Richard             | Tearce Kizzo  | 03.45    |  |
| 6.                            | «Flyin' High»                                         | Monica, Richard                                   | Tearce Kizzo  | 02.50    |  |
| 7.                            | «Shut 'Em Up»                                         | Monica, H2OLife, Kizzo, Richard                   | Tearce Kizzo  | 02.52    |  |
| 8.                            | «Hide & Seek»                                         | Monica, Richard, Shaw                             | Tearce Kizzo  | 03.41    |  |
| 9.                            | «Got Me Figured Out»                                  | Monica, Truggman, Richard                         | Tearce Kizzo  | 03.44    |  |
| 10.                           | «Things Will Get Better»                              | Monica, Corey Chorus, Richard                     | Tearce Kizzo  | 04.04    |  |
| 11.                           | «Let's Fall in Love Again (alt. Vocal) [Bonus Track]» | Monica, Truggman, Richard                         | Tearce Kizzo  | 03.10    |  |